# Le Supplice de Phèdre
Le Supplice de Phèdre est un roman écrit par Henri Deberly publié en 1926. Le roman reçoit le prix Goncourt la même année.

## Historique
Le roman reçoit le prix Goncourt en 1926 au détriment notamment de Sous le soleil de Satan de Georges Bernanos.
Le Prix fut attribué après sept tours de scrutin :
- Premier tour : André Beucler, 1 voix; René Bizet, 2 voix; Bernanos, 1 voix; Gabriel Reuillard, 1 voix; Jean Dorsenne, 2 ; Henri Deberly, 1 ; Henri Duclos, 1 ; M. Jouhandeau, 1.
- Deuxième tour : Deberly, 3 ; Henri Pourrat, 2 ; Dorsenne, 1 ; Reuillard, 1 ; Jouhandeau,1; Jean Cassou, 1; Bizet, 1.
- Troisième tour : Deberly, 3 ; Bernanos, 1 ; Bailly, 2 ; Reuillard, 2 ; Dorsenne,1 ; Cassou, 1
- Quatrième tour : Deberly, 4 ; Bailly 3 ; Dorsenne, 2 ; Cassou, 1.
- Cinquième tour : Qeberly, 4 ; Pourrat, 3 ; Bailly, 1 ; Dorsenne, 2.
- Sixième tour : Deberly, 5 ; Pourrat,3 ; Bailly, 1 ; Dorsenne, 1
- Septième tour : Deberly, 6 voix (élu) ; Pourrat, 1 ; Baiily, 1 ; Dorsenne, 1 ; Cassou, 1.

## Résumé
Hélène Soré est l’épouse d’un capitaine au long cours plus âgé qu’elle, Michel, et la belle-mère de Marc, un adolescent dont elle assure sévèrement l’éducation. Lentement, elle est prise d’un désir pour Marc qui l’épouvante et qu’elle parvient finalement à surmonter.

## Éditions
- Le Supplice de Phèdre, Paris, éditions Gallimard, 1926.